# Pedra Branca (Ipatinga)
Pedra Branca é um bairro do município brasileiro de Ipatinga, no interior do estado de Minas Gerais. Localiza-se no distrito Barra Alegre, estando situado na Regional IX. Segundo o censo demográfico de 2022, realizado pelo Instituto Brasileiro de Geografia e Estatística (IBGE), sua população era de 788 habitantes e havia 297 domicílios particulares permanentes ocupados. Possui área de 13,4 km² conforme a prefeitura.
De acordo com o IBGE, em 2010 a população era de 924 habitantes e havia 262 domicílios particulares.

## Descrição
O bairro integra a zona rural municipal juntamente com os outros bairros da Regional IX (Ipaneminha e Tribuna). Seu nome é referência a uma formação rochosa situada na localidade, a Pedra Branca, e também há um córrego de mesmo nome que banha a localidade. Uma tradição do lugar é o Festival da Banana de Pedra Branca, com exposição, consumo e venda de comidas típicas, envolvendo principalmente a banana, acompanhados de espetáculos musicais. O evento atrai centenas de frequentadores.

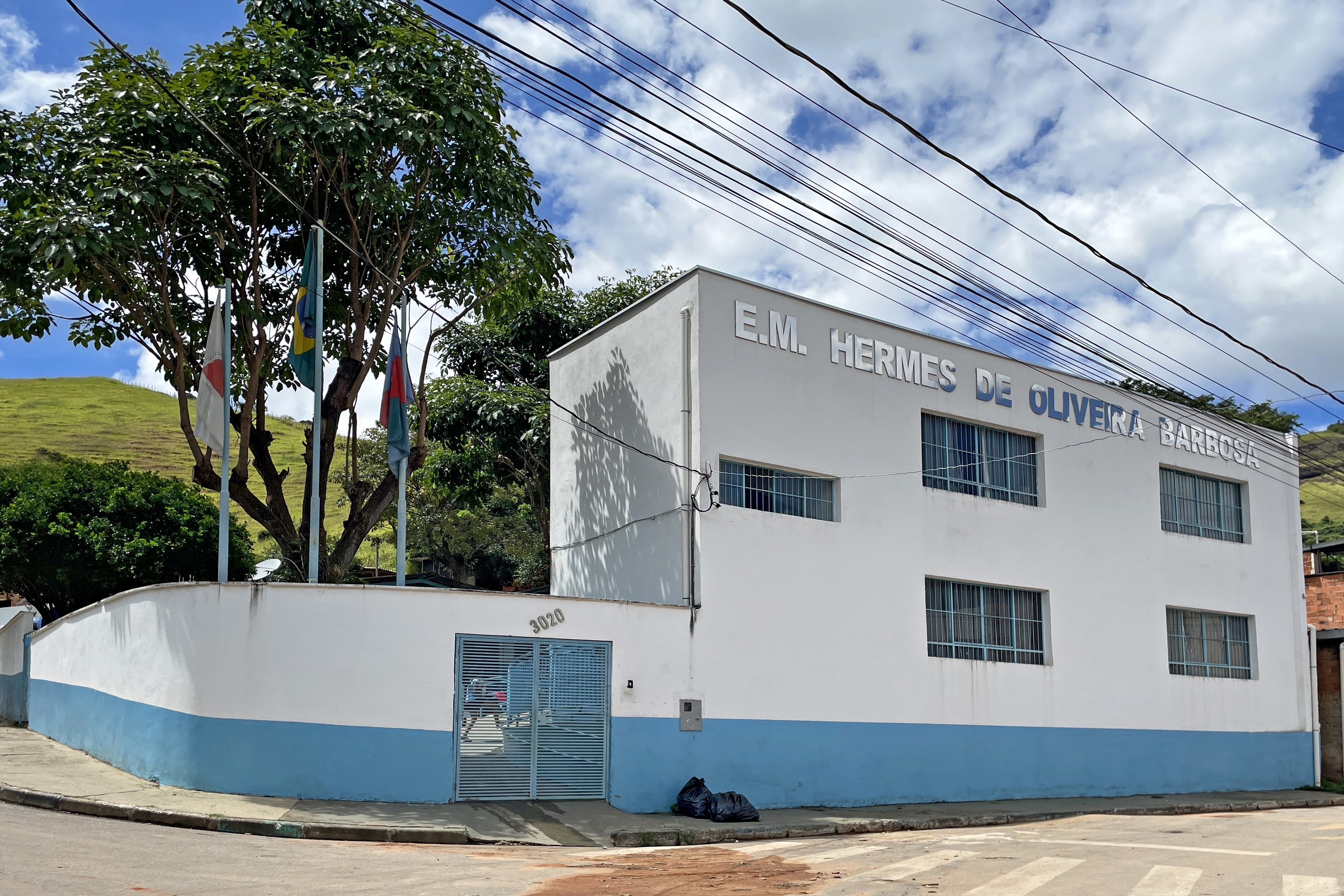
Fachada da Escola Municipal Hermes de Oliveira Barbosa no bairro Pedra Branca
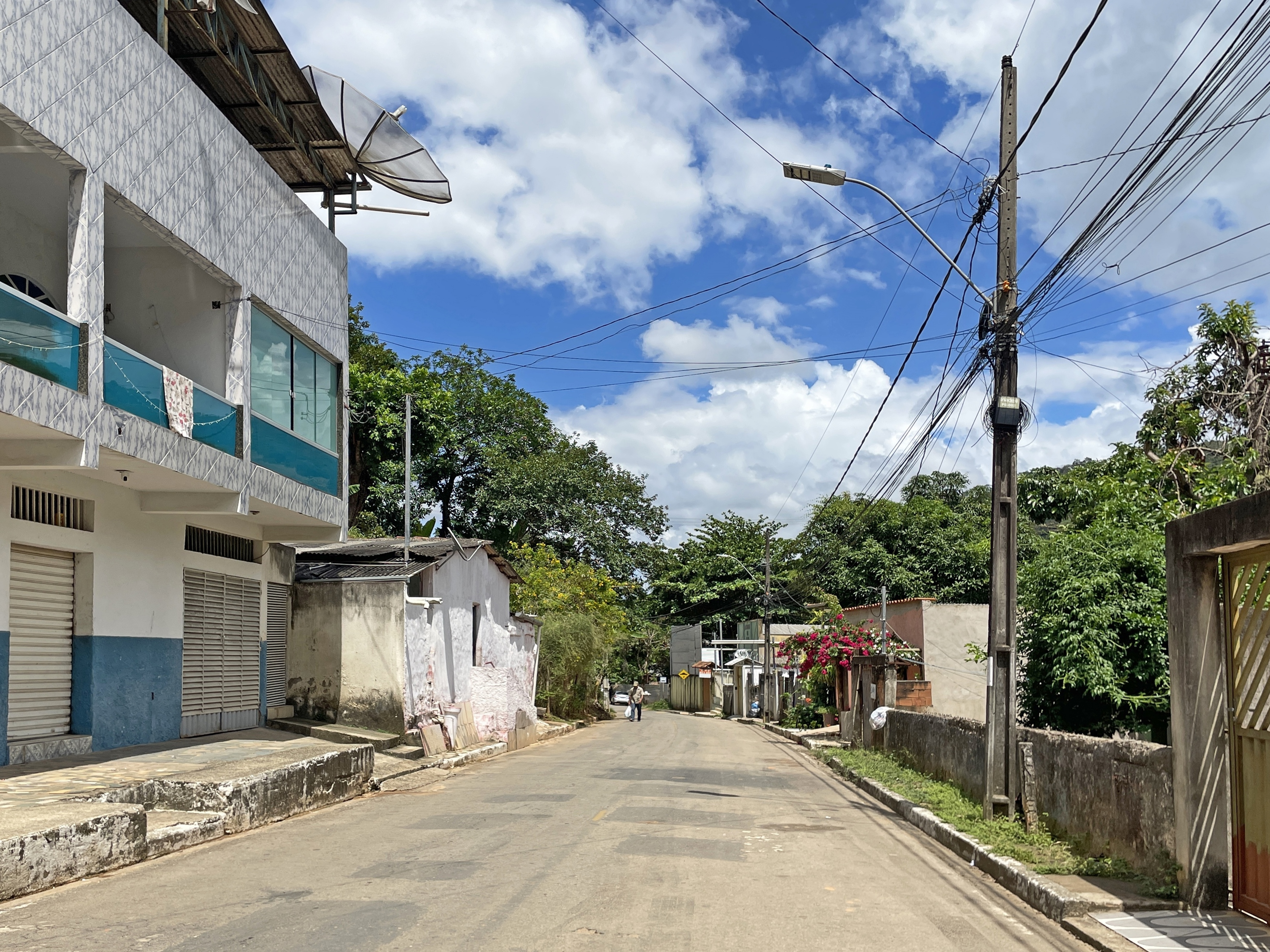
Avenida Francisco Rodrigues no interior do bairro
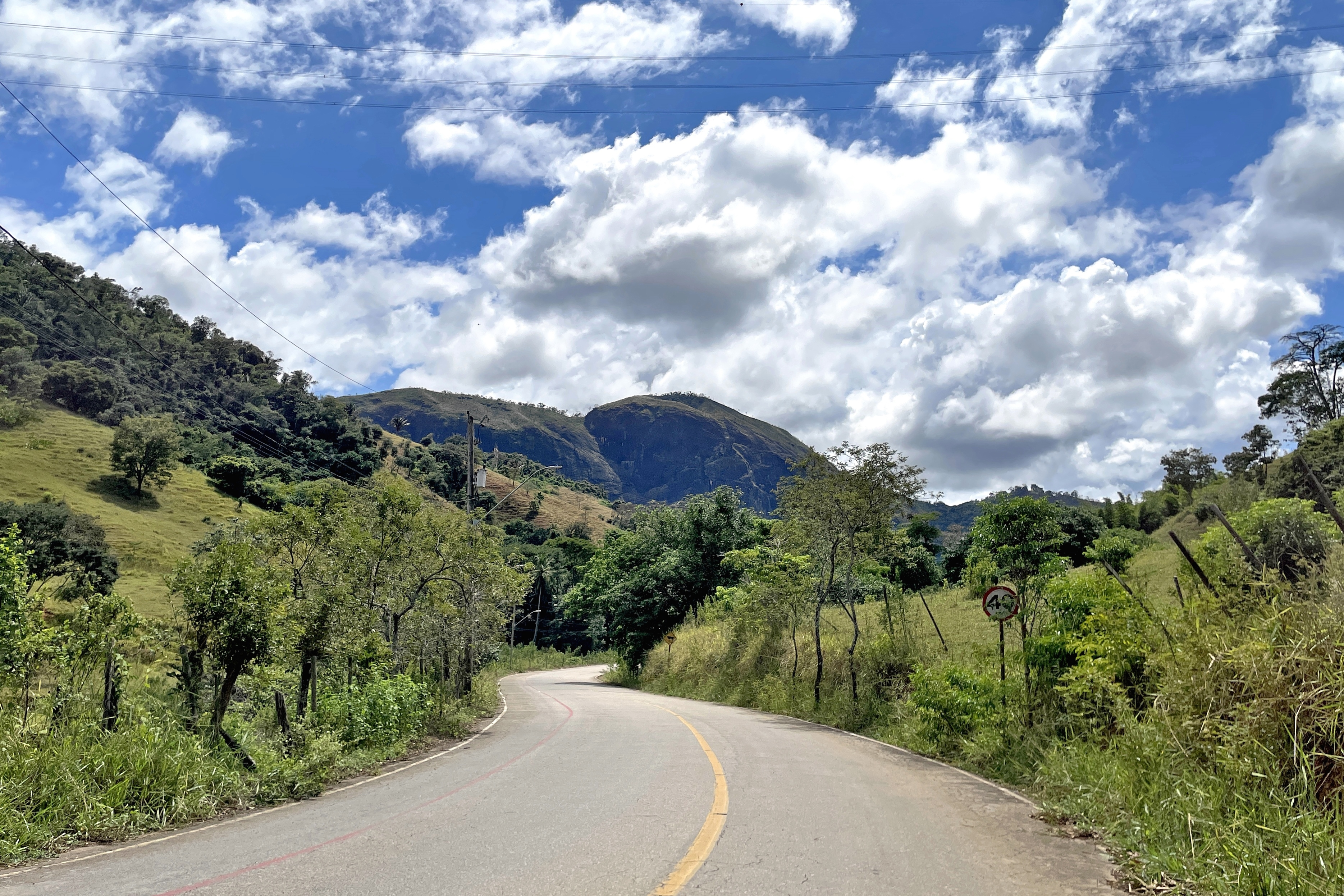
Avenida Francisco Rodrigues com a formação Pedra Branca ao fundo